# Sejrende Magter
Sejrende Magter er en amerikansk stumfilm fra 1921 af Rex Ingram.

## Medvirkende
- Alice Terry som Eugenie Grandet
- Rudolph Valentino som Charles Grandet
- Ralph Lewis som Père Grandet
- Carrie Daumery som Madame Grandet
- Bridgetta Clark som Madame des Grassins
- Mark Fenton som
- Ward Wing som Adolphe des Grassins
- Eric Mayne som Victor Grandet